# Webフォント
WebフォントはWWWのコンテンツ側がフォントデータを持ち、コンテンツ側から提供されるフォントデータに従って、Webブラウザなどの可視化（レンダリング）をともなうクライアントが文字表示（カーニング）を行うシステムおよびそのフォントである。CSS3.0 fonts moduleで、この機能の標準が提供された。

## 概要
元来、webブラウザは端末にインストールされているフォントを呼び出し文字を表示するが、端末にそのフォントが無ければ、Webデザイナーが意図しない表示がなされてしまうため、フォントに関するWebデザインに制約が生じていた。フォントを画像にして表示するという手はあるものの、文章修正のメンテナンス、文章の検索といった点で問題があった。
そこでWebサーバー上にフォントファイルを置き、Webデザイナーの意図するフォントを表示できるようにした技術がWebフォントである。またはWebサーバー上に置かれるフォント自体をWebフォントと指し、フォントをWebで利用するよう提供するサービスをWebフォントサービスとして区別する。
漢字は膨大な数であり、Webフォントのダウンロード量など、ラテン文字と比較して課題があったが、2010年、2011年頃から日本語に対応したWebフォントサービスが開設された。また、Google Fontsも2014年頃から日本語フォントが追加されている。

## Webフォント

### ファイルフォーマット

#### Web Open Font Format
Web Open Font Format をサポートするブラウザは、Mozilla Firefox 3.6+、 Google Chrome 5+、
Opera Presto,
、Internet Explorer 9 (2011年5月14日)。Mac OS X LionのSafari  5.1。

## Webフォント対応ブラウザ
- IE (eotのみ)
- Firefox
- Chrome
- Android標準ブラウザ
- Opera
- Safari

## サブセット化とダイナミック・サブセッティング

### サブセット化
ページの読み込みを高速化するためには、フォントのファイルサイズを小さくする必要があるため、必要な字だけを含むフォントのサブセット（フォントを一部の文字数にしたもの）を作ることがある。これをサブセット化という。

### ダイナミック・サブセッティング
日本語や中国語のような言語では、文字が多いため元のフォントに収録される文字全てを合わせると、数メガバイトの容量に至ってしまう。このため、サブセット作成を動的に行う技術が用いられ、ダイナミック・サブセッティングとよばれる。Webサイトで実行されるJavaScriptで、ページ内で使用される全ての文字を検出し、必要となる文字をサブセットとしてサーバーから呼び出す仕組みである。
Adobe TypekitやTypeSquareではこの技術が採用されている。

## 問題点
ブラウザー側で「ウェブサイトで指定したフォントを使用しない」設定を有効にしたり、ユーザースタイルシートを使用している場合、Webフォントが表示されなくなる場合がある。特にこの問題は、アイコンフォントのような、閲覧環境に代替するフォントが存在しない場合に顕著である。

## Webフォント提供サービス
- Google Fonts
- Adobe Fonts
- Adobe Edge Web Fonts
- TypeSquare - モリサワとタイプバンクの和文Webフォントが有料で提供されている。MORISAWA PASSPORTにも利用権が付属している。
- FONTPLUS - フォントワークス、イワタ、モトヤ、白舟書体、モリサワの和文Webフォントが有料で提供されている。
- DynaFont Online - ダイナコムウェアが提供する有料和文Webフォントサービス。和文以外に中国語簡体字・繁体字も提供されている。2019年4月以降は同社の「DynaSmart」シリーズに利用権が付随する形となっている。
- REALTYPE - 自作のフォントを登録してWebフォントとして販売、利用できるWebフォントプラットフォーム。
- FontStream - タイプラボ、欣喜堂などの和文Webフォントが有料で提供されている。
- ウェブフォントファン - 和文Webフォント、Wordpress用フォントプラグインが有料で提供されている。
- もじでぱ
- WebLiFEサーバー
- Fontdeck
- Fonts.com
- Fontspring
- Font Squirrel